# 樟樹林 (苗栗縣)
樟樹林，是臺灣苗栗縣銅鑼鄉的一個傳統地域名稱，位於該鄉中部。相較於今日行政區，其範圍大致為樟樹村東北部不含最東北角的後龍溪集水區。

## 歷史
台灣清治末期至日治初期，樟樹林地區為一街庄，稱為「樟樹林庄」，隸屬於苗栗一堡。該庄西隔西湖溪及溪中沙洲與九湖庄為界，北與銅鑼灣庄為鄰，東邊為七十份庄、老鷄隆庄，南邊為竹圍庄。
1901年（日治明治三十四年）11月，全台廢縣廳改設二十廳，該庄隸屬於苗栗廳。1909年（明治四十二年）10月，合併二十廳為十二廳，該庄改隸屬於新竹廳。1920年（大正九年），廢十二廳改設五州二廳，該庄改制為「樟樹林」大字，隸屬於新竹州苗栗郡銅鑼庄。
戰後銅鑼庄改制為銅鑼鄉，隸屬於新竹縣，大字亦改制為村。1950年桃、竹、苗分治，銅鑼鄉改隸屬於苗栗縣。

## 聚落
本地區發展較早的聚落有水井、河底、山排、員岌（圓印）、河辰、澗坑等，在日治期初期的官方地圖上已有記載。此外，本地區尚有北叉、樟樹林等聚落。

## 交通
台鐵山線大致以北偏東—南偏西走向轉北北東—南南西走向蜿蜒經過樟樹林地區西部，並於西南端跨西湖溪橋至西岸地帶。境內未設站，北側最近的是銅鑼車站，南側最近的是三義車站，均屬三等站，只停靠區間車，由此等可前往台鐵沿線各地。
國道1號又稱「中山高速公路」，是台灣西部兩條縱向高速公路之一，大致以西北—東南走向繞大弧形轉縱向經過本地區中部。境內西北部邊界外緣與銅鑼科學園區銅科北路交會口設有銅鑼交流道，可與省道台13線於邊界地帶連結，由此進入可快速前往國道1號沿線各地。
省道台13線是香山內湖至豐原的幹道，其中尖山至豐原路段俗稱「尖豐公路」，大致以縱向蜿蜒經過本地區西部邊界地帶近西湖溪東岸處。由該道路向北可繞經銅鑼市區西側前往苗栗、造橋、竹南、香山內湖並止於省道台1線路口，向南可前往三義、后里、豐原並止於省道台3線路口。該道路在本地區大部分路段屬於銅鑼市區西側外環道的一部分。
鄉道苗38線是圓仔山至樟樹林的道路，其東側端點位於本地區南部中正路（省道台13線舊線）路口。由此向西北西經鐵路橋下、省道台13線後轉西偏南過西湖溪樟九大橋後出境，至興德橋南側轉南再轉西南可前往九華山、土城地區挑鹽崎、圓仔山並止於縣道121號圓山橋南側路口。

## 學校
- 文峰國小